# Jean-Michel Nihoul
Jean-Michel Nihoul (eigentlicher Name Michel Nihoul; * 23. April 1941 in Verviers; † 22. Oktober 2019 in Knokke) war ein belgischer Anwalt und Geschäftsmann und 2004 Mitangeklagter im Fall des Sexualstraftäters und Mörders Marc Dutroux.

## Verwicklung in den Fall Dutroux
Jean-Michel Nihoul war zunächst Anwalt und später Geschäftsmann und besuchte in den 1970er und 1980er Jahren häufiger Sex-Partys an verschiedenen Orten Belgiens, wovon er zwei Sex-Lokale in Brüssel betrieb. Er bestritt später vehement, dass dabei Minderjährige anwesend gewesen seien. Er verkehrte auch in Clubs, die bekanntermaßen Treffpunkte der Unterwelt waren. In Brüssel war er außerdem zeitweilig als DJ und Moderator am freien Radio Radio Activités tätig. Er kam wiederholt mit dem Gesetz in Konflikt und wurde mehrfach wegen Bankrotts, Betrügerei und Hehlerei verurteilt. Nihoul brüstete sich häufig mit seinen Kontakten und guten Beziehungen zu einflussreichen Personen in der Politik, die er zum großen Teil in den einschlägigen Clubs kennengelernt habe. Von Michel Nihoul stammt der Satz, er habe Arme, so lang, dass er damit überall in Belgien hinkomme.
Nihoul war auch mit Marc Dutroux befreundet. Als dieser 1996 verhaftet wurde, stellte er den sich vor der Öffentlichkeit ausbreitenden Kriminalfall so dar, dass er nur ausführende Person in einem Pädophilen-Netzwerk gewesen sei. Dieses habe er mit Mädchen und jungen Frauen beliefern sollen, die dann reichen „Kunden“ zur Verfügung gestellt werden sollten. Zentrale Person des Netzwerkes sei Nihoul gewesen. Die von Dutroux entführte und später befreite zwölfjährige Sabine Dardenne erklärte im späteren Gerichtsverfahren allerdings, dass sie während ihrer Haft von niemand anderem als Dutroux missbraucht worden sei. Nihoul habe sie nie gesehen. Auffällig war allerdings, dass polizeiliche Analysen der Telefongespräche Dutroux zeigten, dass dieser in den Tagen um die Entführung der 14-jährigen Laetitia Delhez über 20 Telefongespräche mit Nihoul führte. Zudem haben etwa ein Dutzend Zeugen Michel Nihoul mit Dutroux im August 1996 vor dem Schwimmbad in Bertrix gesehen, kurz bevor Laetitia Delhez dort entführt wurde. Er hat für Dutroux die schweren Betäubungsmittel besorgt, mit denen dieser die Mädchen in Schach hielt. Die befreite Delhez sagte später gegenüber der Polizei aus, dass sie Telefongespräche von Dutroux mitgehört habe, in denen dieser mit einem „Jean-Michel“ oder „Michel“ telefonierte und diesem sagte: Ça a marché – „es hat geklappt!“. Diese Indizien waren auch der Umstand, der zur Aufnahme von Ermittlungen gegen Nihoul führte. Nihoul übergab auch Ecstasy-Tabletten im Wert von mehr als (auf heute umgerechnet) 10.000 € an Dutroux’ Helfer und Komplizen Michel Lelièvre, wofür er später keine wirklich plausible Erklärung liefern konnte. Nach Ansicht der Ermittler könnte dies die Belohnung für die Entführung von Laetitia Delhez gewesen sein.
Gegen Nihoul sagte auch die Belgierin Regina Louf aus. Louf gab zu Protokoll, dass sie in ihrer Kindheit von einem Pädophilenring missbraucht worden sei, darunter habe sich auch Nihoul befunden. Angeblich sei er 1984 auch mitverantwortlich für die bislang nicht aufgeklärte Ermordung eines jungen Mädchens gewesen. Die belgischen Ermittler beurteilten die Aussagen Loufs allerdings als unzuverlässig und größtenteils unglaubwürdig, so dass sie nicht als Zeugin gegen Nihoul im Prozess zugelassen wurde.
Ein die Öffentlichkeit beunruhigender Umstand war der Tod von 27 Zeugen im Prozess gegen Dutroux und Nihoul kurz vor ihrer Anhörung im Prozess. Mindestens vier Personen wurden ermordet, andere nahmen sich mutmaßlich das Leben, wieder andere starben bei angeblichen Unfällen. Die Hintermänner der Morde blieben unbekannt.
Im Dutroux-Prozess wurde Nihoul letztlich lediglich für die Mitgliedschaft in einer Bande und für Drogenhandel verurteilt. Der Vorwurf der Beteiligung am Menschen- und Mädchenhandel sowie Kinderprostitution oder -pornografie konnte nicht bewiesen werden. Er wurde zu fünf Jahren Haft verurteilt, kam aber vorzeitig am 28. April 2005 unter Auflagen wieder frei.
Diese Entscheidung des Gerichts war umstritten und führte zum Teil zu scharfer Kritik.